# Fronte di Resistenza Nazionale
Il Fronte di Resistenza Nazionale dell'Afghanistan, noto anche come Seconda Resistenza, è un'alleanza militare di ex membri dell'Alleanza del Nord e altri combattenti anti-talebani rimasti fedeli alla Repubblica islamica dell'Afghanistan, fondata dopo l'offensiva talebana del 2021, sotto la guida del politico e capo militare afghano Ahmad Massoud e del vicepresidente dell'Afghanistan Amrullah Saleh.
Il fronte ha controllato per un breve periodo di tempo la Valle del Panjshir, costituendo l'unica resistenza organizzata ai talebani. È riconosciuto dal consolato tagiko in Afghanistan come governo legittimo del paese.